# تمثيل المتجهات الفضائي
في هندسة التحكم، تمثيل المتجهات الفضائي هو نموذج رياضي لنظام مادي كمجموعة من المتغيرات المدخلة والمخرجة ومتجهات متغيرة بالمعادلات التفاضلية من الدرجة الأولى أو معادلات الفرق. المتجهات المتغيرة هي متغيرات تتغير قيمتها أو تتطور بناء على: القيم التي كانت تحملها سابقاً، وقيم أخرى قد اُدخلت كمتغيرات ثابتة كانت أو مدخلات للنظام. المعاملات المخرجة تعتمد قيمها على القيم التي تحملها المتجهات الفضائية.
«فضاء المتجه» هو الفضاء الإقليدي[بحاجة لمصدر] حيث المتغيرات على المحاور هي متغيرات الفضاء. يمكن تمثيل حالة النظام كمتجه حالة للنظام داخل هذا الفضاء. ولتمثيل النظام بصورة أكثر تبسيطاً ولا تظهر فيها المدخلات، المخرجات، ومتغيرات الفضاء تلك المتغيرات يتم تمثيلها فقط كمتجه في فضاء المتجه.